# Sr3
Sr3 är en elloksserie som används av den finska operatören VR-koncernen i Finland. Loken började tillverkas 2016 av Siemens i Tyskland (vid München- Allach). Lokens största tillåtna hastighet är 200 km/h. Loken går i trafik på de elektrfierade banorna i Finland. Loktypen är baserad på Siemens lok av typen Vectron som finns i trafik i bland annat Sverige, Tyskland, Polen, Tjeckien, Slovakien, Österrike, Danmark, Bulgarien, Belgien, Italien, Serbien med fler. Men Sr3 skiljer sig från de andra ländernas version på en rad punkter. Sr3 är först och främst byggda för ryska bredspår medan de vanliga Vectron-loken ofast är byggda för normalspår. Sr3 har lite högre takhöjd, de saknar ett galler i fronten som annars brukar ses som typiskt för Vectronlok. Sr3 är försedda med backspeglar vilket saknas på de andra ländernas version, som istället använder sig av kameror för sikten bakåt.
Trots att Sr3 skiljer sig såväl utseendemässigt som tekniskt från de vanliga Vectronloken i de andra länderna använder tillverkaren Siemens produktnamnet "Vectron" även på Sr3-loken. De kallas dock ofta för VR-Vectron för att särskilja dessa från de vanliga versionerna i de andra länderna.